# Neundorf (Harth-Pöllnitz)
Neundorf ist ein Ortsteil der Gemeinde Harth-Pöllnitz im Landkreis Greiz in Thüringen.

## Geografie
Östlich von Niederpöllnitz befindet sich das Straßendorf Neundorf in einem landwirtschaftlich geprägten Umland. Die weiteren Nachbarorte sind Struth, Frießnitz; Grochwitz und Rohna. Die Gemarkung erstreckt sich vom Aumatal bis zum Industriegebiet Weida.

## Geschichte
Am 24. September 1267  wurde Neundorf erstmals urkundlich eingetragen. 1557 wurde im Türkenregister die Bezeichnung Prellmühlengelänge genannt. Das war der erste schriftliche Hinweis zur Prellmühle im Ort. Gleichfalls nannte man „Veit Prelle, Müller“ unter Neundorf. Bei einer Mühleninspektion wurde die Mühle 1682 auch wieder genannt. Um 1953 hat sie ihre Dienste getan und der Mühlenbetrieb wurde eingestellt. Am 1. September 1982 brannte die Mühle bei einer Zivilverteidigungsübung gewollt ab. Zum 9. April 1994 wurde die einst selbständige Gemeinde nach Pöllnitz eingegliedert. Zum 21. Dezember 1995 erfolgte die Umgliederung nach Harth-Pöllnitz.
Die Landwirtschaft prägte und prägt noch den Ort. 113 Einwohner sind im Ort gemeldet.

## Verkehr
Neundorf liegt an der Kreisstraße 122. Verkehrsmäßig ist der Ort damit gut an Weida, Auma und Gera angebunden.
Der Regionalverkehr wird heute durch die RVG Regionalverkehr Gera/Land auf einer Takt- und einer Schülerlinie abgedeckt. In Weida hat die Linie 225 Anschluss an die Züge von/nach Gera und Leipzig.
| Linie | Linienverlauf                                        | Taktung (Mo–Fr) |
| ----- | ---------------------------------------------------- | --------------- |
| 225   | Weida – Neundorf – Niederpöllnitz – Münchenbernsdorf | Zweistundentakt |
| 227   | Weida – Frießnitz – Neundorf – Niederpöllnitz – Auma | Schülerverkehr  |